# Derricia Castillo-Salazar
Derricia Castillo-Salazar, también conocida como Derricia Jael Castillo, es una militar beliceña, oficial de mantenimiento de aeronaves de la Fuerza de Defensa de Belice (BDF) y activista LGBT. Es cofundadora y presidenta de Our Circle, organización dedicada a la inclusión de la comunidad LGBT.

## Biografía
Después de un año de capacitación para aprender cómo opera un helicóptero, fue aprobada entre los 13 técnicos encargados de mantener en condiciones de despliegue tres helicópteros de la Fuerza de Defensa de Belice, así como el primer personal de mantenimiento de helicópteros del BDF después de que la Unidad de Apoyo y Entrenamiento del Ejército Británico en Belice redujera sus operaciones en 2011.
Desde que Castillo cofundó la organización voluntaria Our Circle en 2014, ha involucrado a aproximadamente 200 miembros de la comunidad LGBT, además de brindar espacios seguros para educar, empoderar y construir la comunidad en Belice. Ha ayudado en la creación e implementación de una respuesta al VIH/sida en la Fuerza de Defensa de Belice. También habló en la 38.º reunión de ONUSIDA en Ginebra, trabajó como mediadora de conflictos y es miembro de la Alianza de Mujeres del Caribe para la Diversidad y la Igualdad.
En 2016, en el marco del Mes de la Juventud, el ministro de Educación y Juventud, Patrick Faber, le otorgó el premio ministerial. Luego de que Castillo atribuyó el premio a su trabajo en la defensa de los derechos LGBT, el ministro Faber afirmó que ese no fue el motivo por el que le entregaron el premio, dejando en claro que "su orientación sexual o su trabajo no eran el problema" pero que "estaba molesto por la tergiversación del premio". Faber también declaró que estaba considerando revocarlo. El ministro afirmó después que no le quitaría el premio, publicó una disculpa a Castillo y mencionó que si bien el trabajo de Castillo para la comunidad LGBT no fue considerado al entregarle el premio, debería haberlo sido.
El 29 de marzo de 2017, la encargada de negocios Adrienne Galanek de la embajada de Estados Unidos otorgó a Derricia Castillo el Premio Internacional Mujeres de Coraje del Departamento de Estado de EE. UU. para Belice por su trabajo para la inclusión de la comunidad LGBT en su país y la prevención, políticas y respuesta al VIH/sida dentro de las Fuerzas de Defensa de Belice durante la 12.ª Ceremonia Anual de Premios a Mujeres Destacadas, junto a Jane Ellen Mary Usher, reconocida como Mujer del Año 2017 por la Embajada.